# 少花茶竿竹
少花茶竿竹（学名：Pseudosasa pallidiflora）为禾本科茶秆竹属下的一个种。